# Théâtre Chevtchenko
Le théâtre dramatique Taras Chevtchenko est une salle de spectacle située à Chernihiv en Ukraine. Il a été fondé en 1934.

## Histoire
Le 19 août 2023, au cours de la guerre russo-ukrainienne, le bâtiment est en partie détruit par une attaque de missile russe.

## Images
C'est un bâtiment inscrit au Registre national des monuments d'Ukraine sous le numéro : 74-101-0044.

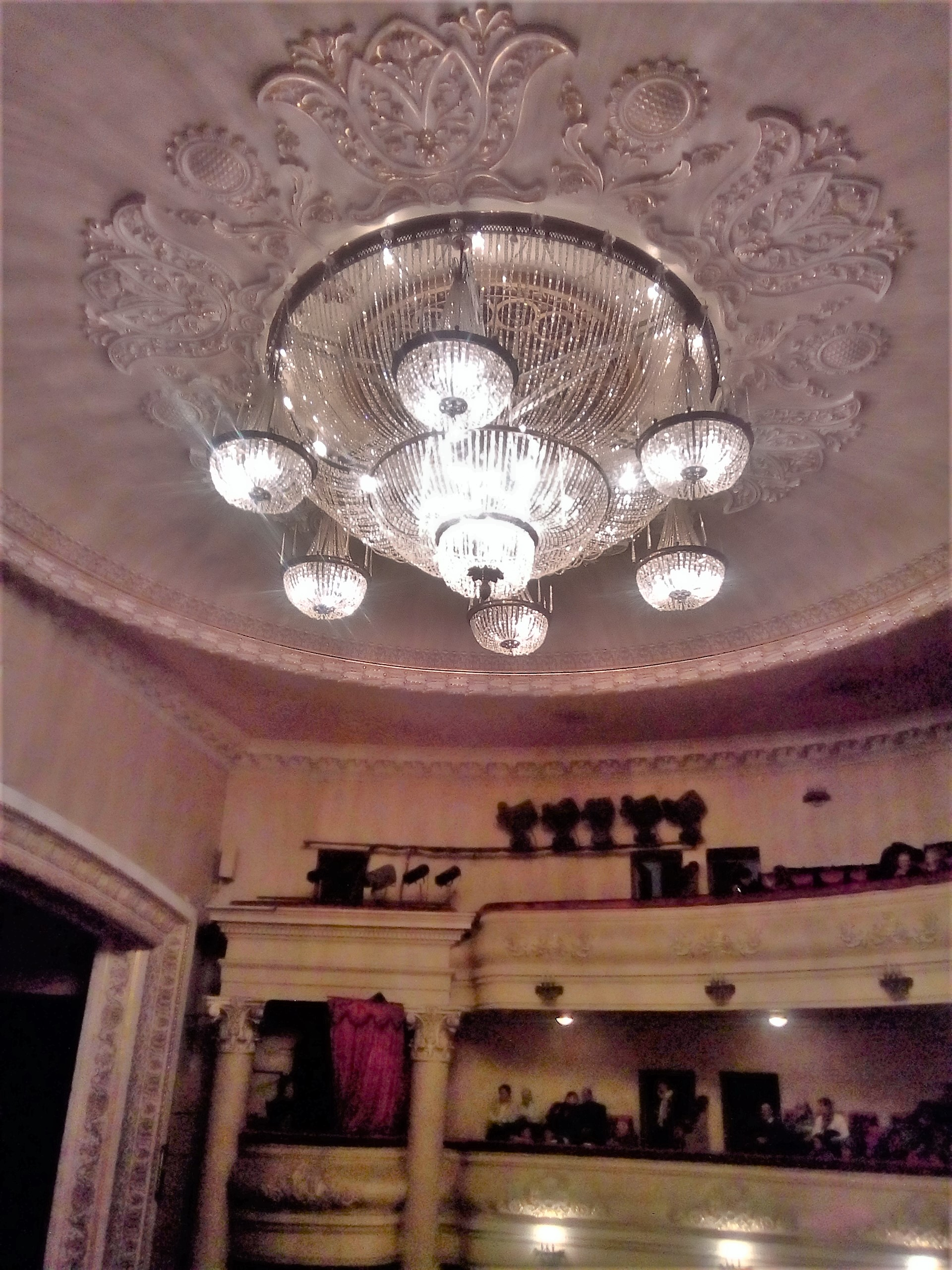
Salle.
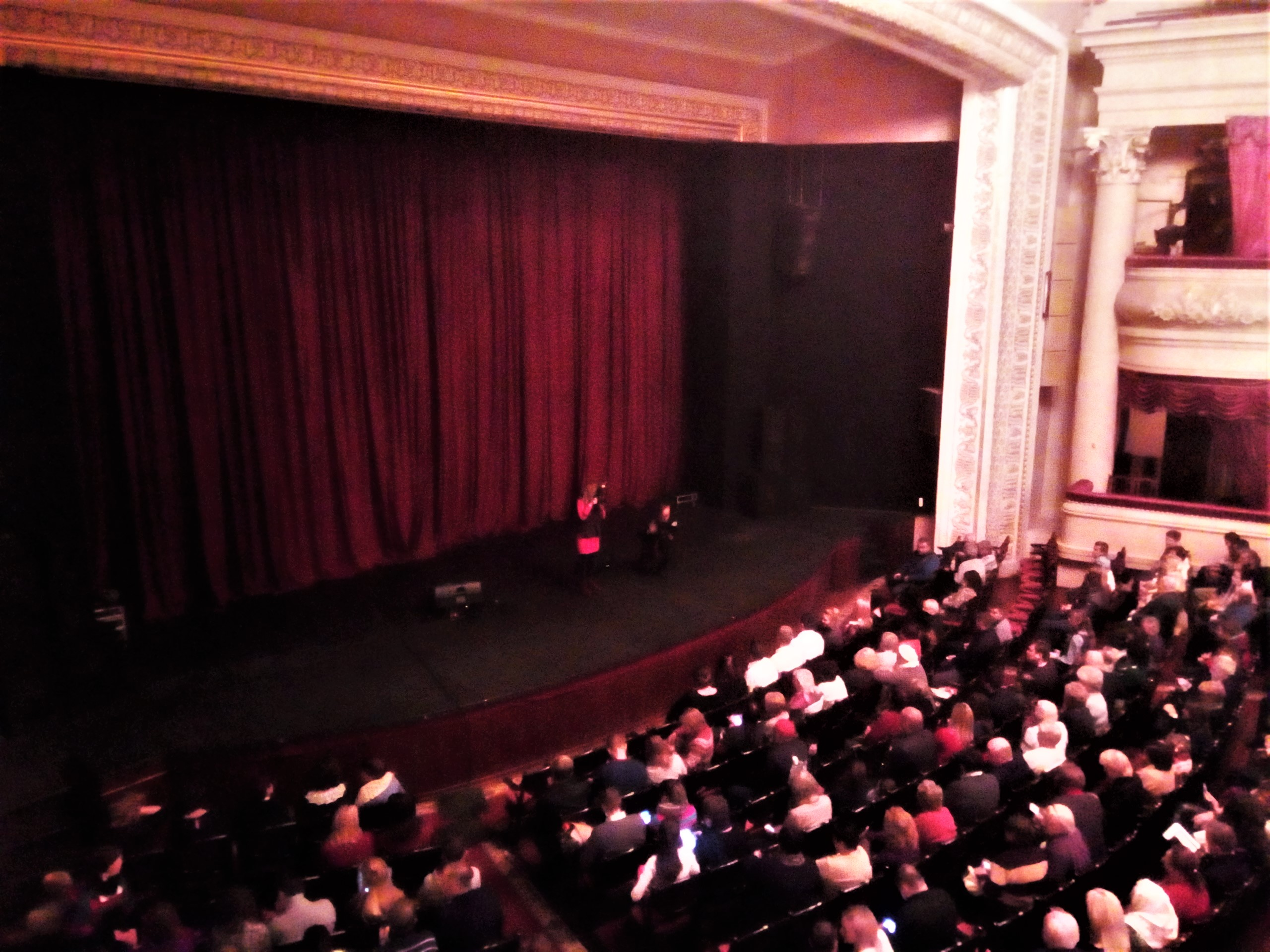
Scène.
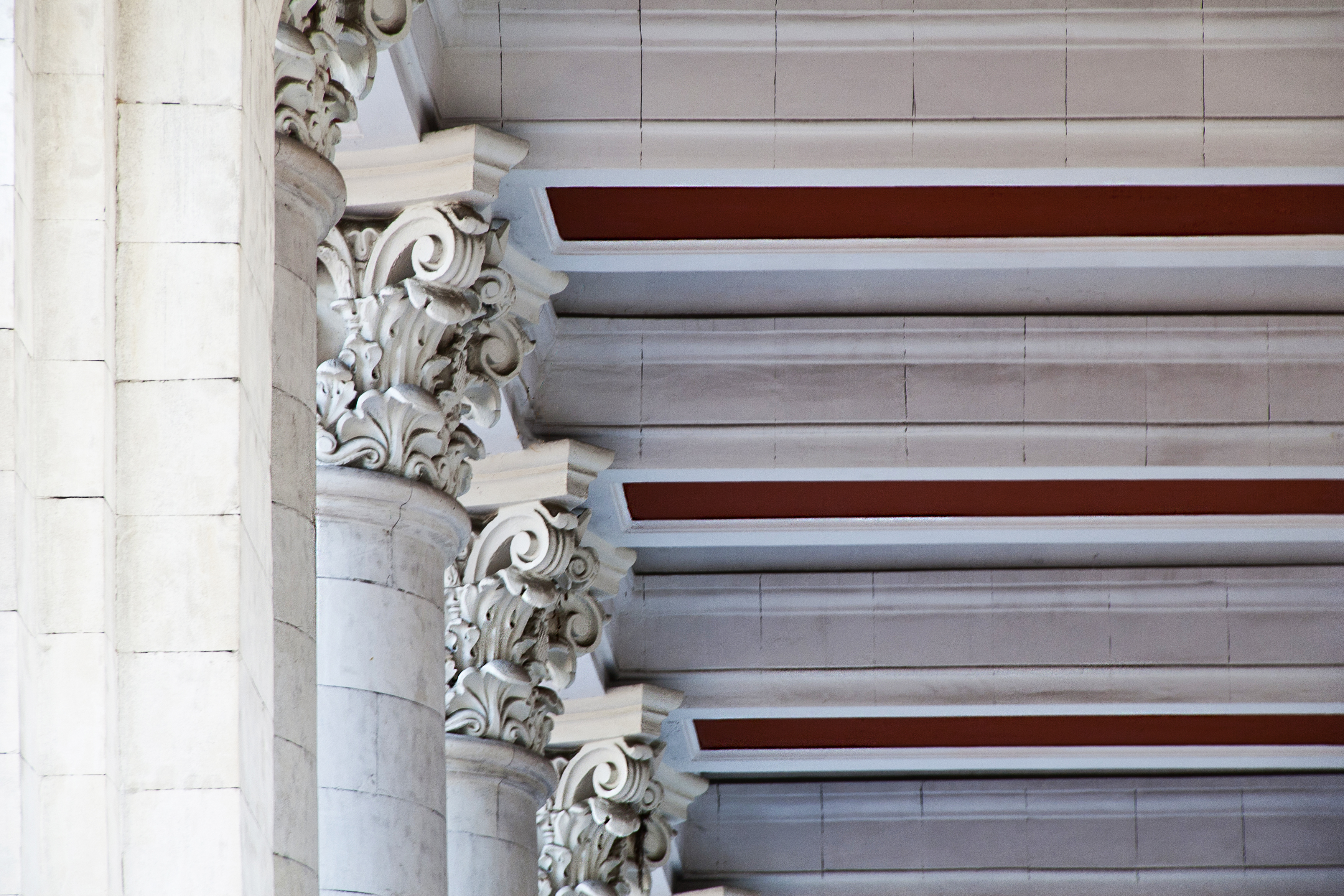
Détail du fronton.